# Алідіус Чарда ван Старкенборг Стахауер
Алідіус Чарда ван Старкенборг Стахауер (нід. Alidius Tjarda van Starkenborgh Stachouwer; 7 березня 1888 — 16 серпня 1978) — нідерландський політик, шістдесятий генерал-губернатор Голландської Ост-Індії. Він був останнім офіційно призначеним генерал-губернатором Ост-Індії.

## Біографія

### Кар'єра
Алідіус Чарда ван Старкенборг Стахауер навчався в Гронінгенському університеті. В листопаді 1915 року він одружився з Крістиною Марбург, дочкою американського посла в Бельгії Теодора Марбурга. В 1915 році він вступив на дипломатичну службу. До Другої світової війни він був королівським комісаром в Гронінгені (1925–33) і посланцем в Брюсселі (1933–36). 16 вересня 1936 року він став генерал-губернатором Голландської Ост-Індії.

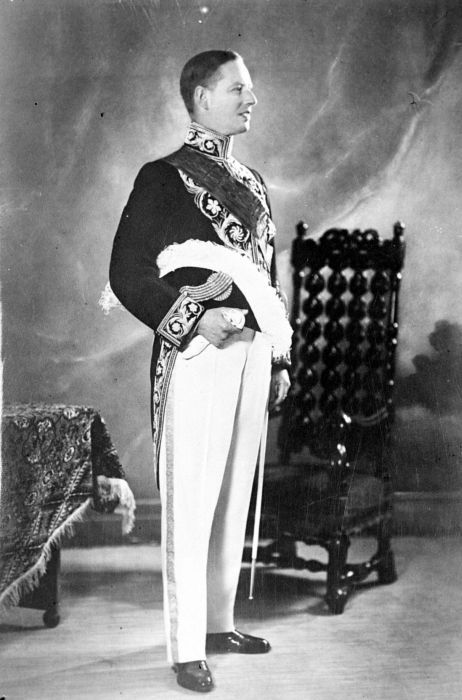
Алідіус Чарда ван Старкенборг Стахауер. Колекція Музею тропіків

### Друга світова війна
Коли 14 травня 1940 року Нідерланди капітулювали перед Німеччиною ван Старкенборг Стахауер оголосив в Ост-Індії військовий стан, наказав захопити 19 німецьких вантажних суден і інтернувати всіх німецьких громадян. 
В грудні 1941 року, коли Японія почала наступ в Тихому океані, 93000 нідерландських і 5000 американських, британських і австралійських солдат захищали Ост-Індію.
15 лютого 1942 року японські бомбардувальники атакували Батавію. Уряд був змушений евакуюватись до Бандунґа. В неділю, 8 березня, генерал-лейтенант Хітосі Імамура зустрівся з ван Старкенборгом і встановив крайній срок для безумовної капітуляції. На наступний день генерал-губернатор наказав нідерландським і союзним військам зупинити вогонь.
Чарда ван Старкенборг Стахауер, його родина і інші урядовці і військові були взяті в полон. На пропозицію японців залишитись під домашнім арештом з особливими умовами він відмовився. він був розлучений з дружиною Крістиною й дочками Крістиною Якобою та Франческою Теодорою, яких розмістили в іншому таборі. 
Згодом він був переведений в табір в Манчжурії неподалік міста Ляоюань, де він утримувався разом з іншими важливими в'язнями, такими як американський генерал Джонатан Вейнрайт. Він був звільнений 16 серпня 1945 року.

### Повоєнне життя
Алідіус Чарда ван Старкенборг Стахауер повернувся до Нідерландів. Він віхилив пропозицію королеви Вільгельміни повернутися на посаду гунерал-губернатора, оскільки в 1942 році королева пообіцяла Індонезії самоуправління. Він був нідерландським послом у Франції (1945–48), а згодом представником Нідерландів в НАТО.